# Eminabad
Eminabad é uma cidade do Paquistão localizada na província de Punjab.